# Dick Watling
Richard John Watling (* 13. November 1951 in Kampala, Uganda), besser bekannt als Dick Watling, ist ein Ornithologe, Ökologe und Naturschützer von den Fidschi-Inseln.

## Leben
Nach einer Kindheit in Ostafrika wurde Watling 1967 Bürger der Fidschi-Inseln. Von 1970 bis 1973 absolvierte er ein Zoologie-Studium an der University of Bristol in England, das er als Bachelor of Science mit Auszeichnung abschloss. Ab 1973 studierte in der Abteilung für angewandte Biologie an der University of Cambridge, wo er 1977 mit einer Dissertation über den Rotsteißbülbül (Pycnonotus cafer), einer eingeführten Art, die auf den Fidschi-Inseln zur Plage wurde, zum Ph.D. promovierte. 1977 wurde er wissenschaftliches Mitglied der Zoological Society of London und des British Ornithologists’ Club. 1982 wurde er auf Lebenszeit zum Mitglied der Cambridge Philosophical Society gewählt. Von 1985 bis 1988 war er Forschungsmitarbeiter der Smithsonian Institution in Washington, D.C. 1986 arbeitete er als Forschungsmitarbeiter des Instituts für angewandte Wissenschaften an der University of the South Pacific. Von 1988 bis 1995 war er Herausgeber des Journals „Domodomo“ des Fiji Museums. 1994 wurde er Mitglied des Environment Research Institutes der University of Wollongong. 1995 wurde er Mitglied der Kommission für Nationalparks und Naturschutzgebiete der IUCN. Von 1999 bis 2009 repräsentierte er die Organisation BirdLife International auf den Fidschi-Inseln. 2007 wurde er Verwalter des Fiji Nature Conservation Trusts. Zu Watlings Tätigkeitsfeldern zählen die Planung und das Management im Umwelt- und Naturschutz, die ökologische Beurteilung, der Naturschutz, Wildtiermanagement, Management der Naturschutzgebiete, die Ökologie der Tropenwälder, die Ökologie von Landwirbeltieren, die Insel-Ökologie sowie die Ökologie der Mangrovenwälder. Watling arbeitete auf Fidschi, American Samoa, den Cook-Inseln, Kiribati, Papua New Guinea, Samoa, den Salomonen, Tonga, Tuvalu, Vanuatu, Malaysia, Indonesien (insbesondere Java, Bali, Sumatra, Kalimantan, Sulawesi), Kambodscha, Laos, den Galápagos-Inseln und Ecuador sowie in Tansania, insbesondere am Manyara-See und in der Serengeti.
1984 gelang Watling die Wiederentdeckung des seltenen Macgillivray-Sturmvogels (Pseudobulweria macgillivrayi) auf der Fidschi-Insel Gau, eine Vogelart, die seit 1855 für ausgestorben gehalten wurde.
Im Jahr 2017 gehörte Watling zu den Mitbeschreibern der Leguanart Brachylophus gau von der Fidschi-Insel Gau.

## Dedikationsnamen
2004 ehrte Trevor H. Worthy Watling im Artepitheton der ausgestorbenen Viti-Levu-Ralle (Vitirallus watlingi).

## Schriften (Auswahl)
- 1982 – Birds of Fiji, Tonga and Samoa. (Illustriert von Chloe Talbot-Kelly). Millwood: New Zealand. ISBN 0-908582-36-6
- 1986 – Mai Veikau: Tales of Fijian Wildlife. Fiji Times: Suva.
- 1999 – Pocket Poster Guide to the Birds of Fiji. Fiji. ISBN 9829030024
- 2001 – A Guide to the Birds of Fiji and Western Polynesia: Including American Samoa, Niue, Samoa, Tokelau, Tonga, Tuvalu and Wallis and Futuna. Fiji. ISBN 9829030040
- 2005 – Palms of the Fiji Islands. (mit George Bennett). Environmental Consultants: Suva. ISBN 9829047024
- 2006 – Guide to the Birds of the Kingdom of Tonga. Fiji. ISBN 9789829030078